# Washington Gardens (Boston)
Washington Gardens est un lieu de divertissement public et de rafraîchissement au début du XIXe siècle situé à Boston, dans le Massachusetts. Il est aussi connu sous le nom de Vauxhall. Fondé en 1814, il disparait en 1829.